# Jugoslávská liga ledního hokeje 1951/1952
Sezóna 1951/1952 byla 10. sezónou Jugoslávské ligy ledního hokeje. Vítězem se stal tým HK Partizan. Turnaj se konal ve dnech 29. ledna až 2. února 1952 ve slovinské Ljubljani.

## Týmy
- HK Ljubljana
- HK Partizan
- KHL Mladost Zagreb
- SD Záhřeb

## Konečná tabulka
1. HK Partizan
2. SD Záhřeb
3. HK Ljubljana
4. KHL Mladost Zagreb